# Aneides hardii
Espèce
Synonymes
- Plethodon hardii Taylor, 1941

Statut de conservation UICN

 LC  : Préoccupation mineure
Aneides hardii est une espèce d'urodèles de la famille des Plethodontidae.

## Répartition
Cette espèce est endémique du Nouveau-Mexique aux États-Unis. Elle se rencontre 2 380 à 3 600 m d'altitude.

## Étymologie
Cette espèce est nommée en l'honneur de Dilbert Elmo Hardy (1914-2002).

## Publication originale
- Taylor, 1941 : A new plethodont salamander from New Mexico. Proceedings of the Biological Society of Washington, vol. 54, p. 77-79 (texte intégral).